# Asashimo
El Asashimo (朝霜 helada matinal?) fue un destructor de la Clase Yūgumo. Sirvió en la Armada Imperial Japonesa durante la Segunda Guerra Mundial. 

## Historia
El 6 de abril de 1945, formando parte de la escolta de 8 destructores del acorazado Yamato durante la Operación Ten-Gō, sufrió problemas mecánicos y quedó rezagado. Al día siguiente, un ataque aéreo de la Task Force 58 le sorprendió mientras trataba de alcanzar Nagasaki, 275 kilómetros al Suroeste de esta ciudad, hundiéndose sin supervivientes en la posición (31°N 128°E / 31, 128).